# Ruta Provincial 55 (Buenos Aires)
La Ruta Provincial 55 es una carretera parcialmente pavimentada de 178 km de extensión ubicada en el sudeste de la provincia de Buenos Aires, en Argentina. Es utilizada como acceso a la ciudad de Necochea desde la Ciudad de Buenos Aires y otras localidades del noreste bonaerense.

## Características y recorrido
La ruta comienza en la Ruta Provincial 11 junto a la costa del Océano Atlántico y discurre hacia el oeste como camino de tierra 38 km hasta la Autovía 2 en la ciudad de Coronel Vidal, cabecera del Partido de Mar Chiquita. El resto del recorrido está pavimentado con poco mantenimiento sin banquinas ni señalización en gran parte de su trayecto, con dirección noreste - sudoeste. En este tramo la carretera atraviesa la cadena montañosa denominada Sistema de Tandilia y atraviesa la ciudad de Balcarce llegando luego al paraje Pieres donde concluye su recorrido de asfalto, luego continua en forma de ripio hasta el río Quequen en un paraje denominado Las cascadas.

## Localidades
A continuación se enumeran las localidades servidas por esta carretera. Los pueblos con menos de 5000 habitantes figuran en itálica.
- Partido de Mar Chiquita: Calfucurá y Coronel Vidal.
- Partido de Balcarce: Balcarce, acceso a Los Pinos y acceso a San Agustín.
- Partido de Lobería: Las Nutrias y Pieres.